# أنيت كولنبرغ
أنيت كولنبرغ  (بالسويدية: Annette Kullenberg)‏ (ولدت في 9 يناير 1939 في ستوكهولم وتوفيت في 28 يناير 2021) هي كاتبة وصحفية سويدية. درست الفلسفة في جامعة أوبسالا وبدأت العمل كصحفية في أوائل الستينيات. عملت في أفتون بلادت لمدة 25 عامًا واستقالت في عام 2002 بعد صراع مع رئيس تحريرها أندرس جيردين حول محتوى قصة عن الأميرة مادلين في السويد.